# Захар
Захарите са група вещества със сладък вкус и сходна химична структура, повечето от които се използват за храна. Те са въглехидрати и включват в състава си въглерод, водород и кислород.
Съществуват различни видове захари, получени от различни източници. Простите захари се наричат монозахариди – глюкоза (наричана също декстроза), фруктоза и галактоза. Гранулираната захар, която най-често се използва в чист вид за храна, е дизахаридът захароза (сукроза), който в тялото се разлага на глюкоза и фруктоза. Други често срещани дизахариди са малтозата и лактозата. Някои вещества с различен химичен строеж също имат сладък вкус, но не се определят като захари. Част от тях се използват като нискокалорични заместители на захарите и се наричат изкуствени подсладители.
Природните захари съдържат шест или дванадесет въглеродни атома. Те са кристални, лесно разтворими във вода и имат сладък вкус. Когато съдържат пет въглеродни атома, захарите се наричат пентози, а когато съдържат шест въглеродни атома хексози. В зависимост от взаимното разположение на карбонилната и хидроксилните групи биват алдопентози (алдохексози) и кетопентози (кетохексози). Съществуват още триози (с три въглеродни атома – глицералдехид и дихидроксиацетон), тетрози (с четири въглеродни атома – еритроза, еритрулоза), хептози (със седем въглеродни атома – седохептоза и седухептулоза). В скобите са посочени алдозите и кетозите на съответните примери.
Захарите присъстват в тъканите на повечето растения, но концентрацията им е достатъчна за ефективно извличане в захарната тръстика и захарното цвекло. Захарната тръстика се отглежда в тропическите области на Далечния изток от Древността, но масовото ѝ производство започва през XVIII век в Америка. По това време захарта в чист вид за пръв път става достъпна за по-широки кръгове от населението, които дотогава използват като подсладител главно пчелен мед. Захарното цвекло, което може да се отглежда и при по-хладен климат, започва да се използва през XIX век, когато е развита технологията за неговата обработка. Общото световно производство на захар през 2011 година е около 168 милиона тона.
С нарастване консумацията на захар през втората половина на XX век изследователите започват да проучват дали диета с високо съдържание на захар, особено на рафинирана захар, е вредна за човешкото здраве. Прекомерната консумация на захар се свързва с появата на затлъстяване, диабет, сърдечно-съдови заболявания и кариес. Многобройни проучвания се опитват да изяснят тези последици, но с различни резултати, главно поради трудността да се намерят популации, които консумират малко или никаква захар, за да се използват като контролни. През 2015 г. Световната здравна организация препоръча възрастните и децата да намалят приема на свободни захари до по-малко от 10% от общия им енергиен прием, и насърчава намаляването му до под 5%."

## Наименование
Българската дума захар идва от гръцката σάκχαρις, но нейният оригинален произход изглежда е индийски, като и този на самата захар. Санскритската дума саркара (на санскрит: शर्कर) е първоизточникът на наименованието на захарта и на много други езици: сукар (на арабски: سكر), сакарум (на латински: saccharum), цукеро (на италиански: zucchero), шекер (на турски: şeker), цукер (на немски: Zucker), шугар (на английски: sugar), сюкр (на френски: sucre), асукар (на португалски: açúcar).

## История

### Древност и Средновековие
Предполага се, че най-ранният източник на концентрирани захари е пчелният мед, който до Новото време остава и основен в по-голямата част от света. Първата суровина за производство на относително чиста захар е захарната тръстика, житно растение, произхождащо от Южна и Югоизточна Азия, но първоначално и тя се използва чрез дъвкане на необработените стъбла. Един от първите исторически източници за захарната тръстика е китайски ръкопис от VIII век пр.н.е., който отбелязва, че използването на растението води началото си от Индия. Захарната тръстика става известна в Средиземноморието не по-късно от походите на Александър Велики, но задълго остава рядка и екзотична стока.
Захар от захарна тръстика се произвежда на Индийския субконтинент от Древността, но нейното значение остава ограничено до създаването на технология за преобразуване на тръстиковия сироп в гранулирани кристали, които са по-лесни за съхранение и транспорт. Кристална захар започва да се произвежда през V век по време на империята Гупта.
Индийските морски търговци разпространяват захарта в страните от региона, с които търгуват, а будистките монаси пренасят технологията за производство на кристална захар в Китай. През VII век, по искане на император Тан Тайдзун, пратеници на индийския владетел Харша въвеждат отглеждането на захарна тръстика в Китай, след което там са създадени първите тръстикови плантации. В китайски източници също се говори за поне две мисии до Индия през 647 година, които трябва да пренесат технологии за рафиниране на захар.
През следващите столетия технологиите за отглеждане на захарна тръстика и рафиниране на захар се пренасят и към Близкия изток. През XI век западноевропейските кръстоносци виждат там цели кервани, пренасящи „сладка сол“, а в края на следващото столетие кръстоносецът Гийом от Тир вече описва захарта като „много необходима за нуждите и здравето на хората“. В началото на XII век венецианците организират край левантинския град Тир производство на захар, предназначена за внос в Западна Европа.
През XV век Венеция все още е основният център на рафинирането и търговията със захар в Западна Европа. По това време започва производството на захар в Мадейра и на Канарските острови, които до XVII век са основен вносител в Европа.

### Ново време
Захарната тръстика е пренесена от Канарските острови в Америка още с първата експедиция на Христофор Колумб, но масовото ѝ производство там започва значително по-късно. В Европа преди XVIII век захарта е смятана за луксозна стока и едва през това столетие, когато започва значителния внос от Америка, тя се превръща в масов продукт, докато през XIX век тя вече е възприемана като жизнено необходима стока.
Тези промени във вкусовете и търсенето на захар като основна съставка на храните предизвиква значителни стопански и обществени промени, най-вече в страните производителки – първоначално Антилските острови, а след това и някои континентални области (части от Бразилия, Луизиана и други). Производството на захар става един от мотивите за колонизация на подходящите за тази цел области. Нуждата от работна ръка за трудоемкото производство увеличава вноса на роби от Западна Африка, а след забраната на робството – заселването на работници от Южна Азия. Милиони такива работници са преселени на Антилските острови и американския континент и в колониите в Индийския океан, Югоизточна Азия, Океания, Източна Африка и Натал, където етническият състав на населението е силно повлиян от производството на захар.
Другата суровина, от която се произвежда захар, е захарното цвекло. То започва да се обработва едва в средата на XVIII век, когато в Берлин германците Марграф и Ашар открили метод на извличане на захар от него. Тласък в развитието на производството на захар от захарно цвекло дава Континенталната блокада в началото на XIX век, която силно затруднява презокеанската търговия. Към 1880 година захарното цвекло вече е основният източник на захар в Европа.
До края на XIX век захарта обикновено се продава на калъпи, които се разчупват със специални клещи. След това се появява гранулираната захар, пакетирана в торби. Бучките захар са патентовани за пръв път през 1843 година от швейцарско-чешкия предприемач Якоб Кристоф Рад.
В края на XX век отношението на тръстикова към цвеклова захар е 3/1. Съдържанието на кореноплода е: 18 – 20 % захароза, 4 – 5 % клетъчни стени, 1 – 1,5 % азотни вещества, 0,6 – 0,85 пепел и останалите до 100 % са вода. Поради сезонното производство на цвекло, се налага то да се консервира, като се натрупва на купове, напръсква се с вар и се засипва с пръст. Така се подсигурява по-дълъг период на работа на захарните заводи.

## Химични свойства
От химична гледна точка захарите са група въглехидрати, като монозахаридите, дизахаридите и олигозахаридите. Монозахаридите се наричат също „прости захари“, като най-важна сред тях е глюкозата. Почти всички захари имат химична формула CnH2nOn с n между 3 и 7. Например, глюкозата има молекулна формула C6H12O6. Имената на типичните захари включват наставката „-оза“ (глюкоза, декстроза, фруктоза), но тя се използва и за други въглехидрати, разтворими във вода.
Ацикличните моно- и дизахариди съдържат или алдехидни, или кето (оксо) групи, като карбонилните групи (C=O) са реактивни центрове. Всички захариди с повече от един пръстен в своята структура са резултат от свързването с гликозидни връзки на два или повече монозахарида, като от образуването на всяка връзка се губи молекула вода (H2O).
Монозахаридите в циклична форма могат да образуват гликозидни връзки с други монозахариди, образувайки дизахариди, като захарозата, и полизахариди, като нишестето. При биологичните процеси ензимите хидролизират или разрушават по друг начин тези гликозидни връзки, за да могат да се метаболизират такива по-сложни съединения. В резултат на храносмилането основните монозахариди в кръвта и вътрешните тъкани са глюкоза, фруктоза и галактоза.
Много пентози и хексози могат да образуват циклични структури, в които алдехидните или кетонни групи участват в структурата на пръстена, така че много типични за тях реакции не могат да протичат. В разтвор глюкозата е почти изцяло в циклична форма, като при равновесно състояние по-малко от 0,1% от молекулите имат линейна структура.

## Естествени източници
Плодовете и зеленчуците са основните източници на прости въглехидрати (захари). 

| Храна     | Храна                 | Общо въглехидрати | Общо захари | Фруктоза  | Глюкоза   | Захароза | Захароза, % |
| --------- | --------------------- | ----------------- | ----------- | --------- | --------- | -------- | ----------- |
| Плодове   | Ябълка                | 13.8              | 10.4        | 5.9       | 2.4       | 2.1      | 19.9        |
| Плодове   | Кайсия                | 11.1              | 9.2         | 0.9       | 2.4       | 5.9      | 63.5        |
| Плодове   | Банан                 | 22.8              | 12.2        | 4.9       | 5.0       | 2.4      | 20.0        |
| Плодове   | Смокиня, сушена       | 63.9              | 47.9        | 22.9      | 24.8      | 0.07     | 0.001       |
| Плодове   | Грозде                | 18.1              | 15.5        | 8.1       | 7.2       | 0.2      | 1.0         |
| Плодове   | Праскова              | 9.5               | 8.4         | 1.5       | 2.0       | 4.8      | 56.7        |
| Плодове   | Круша                 | 15.5              | 9.8         | 6.2       | 2.8       | 0.8      | 8.0         |
| Плодове   | Ананас                | 13.1              | 9.9         | 2.1       | 1.7       | 6.0      | 60.8        |
| Плодове   | Слива                 | 11.4              | 9.9         | 3.1       | 5.1       | 1.6      | 0.16        |
| Зеленчуци | Червено цвекло        | 9.6               | 6.8         | 0.1       | 0.1       | 6.5      | 96.2        |
| Зеленчуци | Морков                | 9.6               | 4.7         | 0.6       | 0.6       | 3.6      | 70.0        |
| Зеленчуци | Жито                  | 19.0              | 3.2         | 0.5       | 0.5       | 2.1      | 64.0        |
| Зеленчуци | Червен пипер          | 6.0               | 4.2         | 2.3       | 1.9       | 0.0      | 0.0         |
| Зеленчуци | Лук                   | 7.6               | 5.0         | 2.0       | 2.3       | 0.7      | 14.3        |
| Зеленчуци | Картоф                | 20.1              | 4.2         | 0.7       | 1.0       | 2.5      | 60.3        |
| Зеленчуци | Захарна тръстика      |                   | 13 – 18     | 0.2 – 1.0 | 0.2 – 1.0 | 11 – 16  | 100         |
| Зеленчуци | Захарно (бяло) цвекло |                   | 17 – 18     | 0.1 – 0.5 | 0.1 – 0.5 | 16 – 17  | 100         |

## Рафиниране и кристализация на захар
Захар се получава от захарно цвекло или захарна тръстика.
В търговската мрежа се среща бяла и кафява захар. Кафявата захар става все по-популярна поради засилващия се интерес на хората да се хранят здравословно. Има реална причина качествената кафява захар да е по-скъпа от бялата. Тъй като в захарния сироп, извличан от цвекло или тръстика, по обясними причини, има белтъци, както и други вещества, които затрудняват образуването на кристали, този сироп трябва да се очисти от тези нежелани примеси. При бялата захар този проблем е решен евтино и ефикасно. В захарния извлек (10 – 15% захарно съдържание) се внася 2% гасена вар [Са(ОН)2]. Процесът се нарича дефекация (пречистване) на захарния сок. След което през сместа се барботира на фини мехурчета въглероден диоксид (СО2). Процесът се нарича сатурация. Образува се утайка от варовик (СаСО3), която увлича със себе си всички белтъци, както и голяма част от другите примеси. След като се филтрира сока от утайката, той се сгъстява чрез изпарение на водата. Образуваният сироп се нарича тежък сок и има около 65% захароза. Следва образуване на кристали, които се центрофугират, сушат. Готовата бяла захар се опакова и съхранява. Останалият от центрофугирането сироп се подлага на допълнителна кристализация и получените вторични кристали (жълта захар) се разтапят (под името клера) и се връщат при тежкия сок. При кристализирането на захарта всички останали примеси остават в междукристалния сироп, а кристалите остават чисти (98 – 99% захар). Обикновено след третата кристализация се отделя сироп, наречен меласа, който за захарния завод е отпадък. Ползва се за спирт и др. В меласата са всички минерали, соли и т.н.
Черната захар се очиства по друг начин от белтъци. Процесът е доста по-скъп, с по-сложна техника и с по-скъпи вещества. Затова качествената кафява захар е по-скъпа. Кафява захар се прави и по некачествен метод от бяла захар, смесена с меласа (отпадния продукт от захарното производство) и изсушена.

## Пудра захар
Пудрата захар е механично смляна бяла кристална захар на фин прах. Нерафинараната и некристализирана захар не е подходяща за приготвяне на пудра захар. Пудрата захар притежава всички предимства и недостатъци на бялата захар, но е по-фина, което я прави подходяща за украса на сладкиши. За приготвянето на пудра захар не се използват химически съставки, но за намаляване на сладостта и от икономически съображения към смляната на прах захар се добавя нишесте.

## Въздействие върху човешкия организъм
Човек приема захарта под много форми, скрита под различни наименования: сукроза, декстроза, малтоза, глюкоза, фруктоза или силно преработения високо-фруктозен сироп от царевица (HFCS). Тя се съдържа в прекомерни количества в пасти, торти, сладка, мармалади, бисквити и всякакви други десерти, газирани напитки, повечето плодови сокове, спортни напитки, консерви от плодове и от някои зеленчуци, плодови кисели млека, подправки за салати и много мариновани туршии, както и в повечето преработени храни. Когато я приема, първоначално човек се чувства много добре, тонизиран, свеж и зареден с енергия, но за кратко. След като въздействието премине, в човешкия организъм настъпва спад на енергия.
В природата няма чисти захари. Естествените хранителни източници на въглехидрати, като например плодовете, освен захари, съдържат фибри, витамини и микроелементи. Последните са необходими на организма за да могат захарите да бъдат усвоени. При захарозата обаче, такива липсват, понеже в процеса на нейното получаване те са извлечени от захарната тръстика. В този случай, за да метаболизира и усвои неестествения продукт, организма започва да черпи от своите запаси от микроелементи, витамини, ензими и пр. Калцият например се черпи от костите и зъбите, в резултат на което се увеличава тяхната чупливост. Освен това още при приемането захарта покрива зъбите в устната кухина с лепкав слой, върху който се натрупват хранителни частици и бактерии. Киселините, продукт на бактериите, от своя страна разяждат зъбите и резултатът е безвъзвратно рушене на зъбният емайл, зъбен кариес и болни венци.
Захарите, консумирани в естествения си вид (от плодовете или зърнените храни), попадайки в храносмилателната система се разпадат почти веднага на глюкоза и фруктоза, и преминават бавно и постепенно в кръвния ток, така че организмът може лесно да ги усвои. Рафинираните захари обаче покачват бързо нивото на кръвната захар. За да се намали това ниво, панкреаса започва да отделя хормона инсулин. Тъй като това става много бързо, нивото на захарта в кръвта пада под долната норма, което оставя чувство на умора, раздразнителност и потиснатост. С увеличаването на нивото на инсулин човешкият мозък все по-трудно разпознава лептина – хормон, идващ от мастните клетки и понижаващ апетита. Със спадането на енергийния „подем“, в отговор се получава стремеж за набавяне на захар отново, за да се отстрани чувството на енергиен спад. Липсата на „сигнал“ за ситост в мозъка, и стремежът към набавяне на захар водят до пристрастяване.
Резките промени в нивото на кръвната захар може да доведат до разстройство на нервната система – емоционална нестабилност и обърканост, виене на свят и главоболие. При по-голяма консумация на рафинирани захари, в организма се отключва верижна химическа реакция, водеща до хипогликемия с непосредствено освобождаване на хормона адреналин от надбъбречните жлези. Това създава състояние на истински стрес в организма и мозъка. Стреса от своя страна води до увеличаване на холестерола и хормона кортизон, което потиска работата на имунната система.
Непълното преработване и усвояване на захарта от организма води до затруднено окисляване на нервните клетки, при което се засяга работата на хипокампа – тази част от мозъка, която е отговорна за обучението и паметта. Увреждането на хипокампа способства за развитието на болестта на Алцхаймер.
Докато глюкозата се приема нормално от организма и го подхранва, то фруктозата има поведение на алкохол (токсин, отрова) за черния дроб, тъй като само там може да бъде преработена до мазнина. Последното води до затлъстяване на черния дроб (стеатоза). Първоначално, черния дроб складира една част от захарите под формата на гликоген, но тъй като възможностите му в това отношение са ограничени, допълнителните захари се трансформират в мастни киселини, които започват да се натрупват в подкожните мастни депа. Това води до отлагане на мастна тъкан и в останалите вътрешни органи (сърце и бъбреци), при което се нарушават техните функции. Забавя се циркулацията на кръвта и лимфната течност, потиска се дейността на белите кръвни телца, т.е. понижава се активността на имунната система. Последното води до развитие на диабет, атеросклероза, сърдечно-съдови и други заболявания, което може да доведе до развитие на инфаркт на миокарда, инсулт и пр.
Бързото освобождаване на захари в кръвта и непостоянното ниво на инсулина ускоряват регенерацията (стареенето) на клетките на кожата, което означава, че повече мъртви клетки трябва да бъдат прекарани през нейните пори. По-бързото стареене води до струпване на тези мъртви клетки, причиняващо задръствания в порите на кожата (акне). Освен това свързването на захарта с белтъка колаген води до разрушаването на еластичността и блясъка на кожата.
Захарта намалява отделянето на стомашен сок от стомашните жлези и забавя перисталтиката. Това води до гниене, а гниенето е предразполагащ фактор за доста заболявания на стомашночревния тракт включително доброкачествени и злокачествени тумори.
Прекаленият прием на рафинирана захар също може да предизвика камъни в жлъчния мехур, апендицит, хемороиди, разширени вени, автоимунни заболявания като артрит, астма и множествена склероза, депресия, хранителни алергии, мигрена. Нарушават се функциите на панкреаса, надбъбречните жлези, щитовидната жлеза, хипофизата и половите жлези, поради тяхното изтощение. Нарушението на дейността на панкреаса причинява поражение върху ретината на очите, което води до отслабено зрение, възникване на катаракта, както и слепота.